# Teucrium nablii
Espèce
Teucrium nablii est une espèce de plantes à fleurs de la famille des Lamiaceae, endémique de la Tunisie.
Il a été décrit par Suzette Puech en 1990.